# Federazione cestistica dell'Ecuador
La Federazione cestistica dell'Ecuador è l'ente che controlla e organizza la pallacanestro in Ecuador.
La federazione controlla inoltre la nazionale di pallacanestro dell'Ecuador. Ha sede a Guayaquil e l'attuale presidente è Galo Vargas.
È affiliata alla FIBA dal 1950 e organizza il campionato di pallacanestro dell'Ecuador.